# Валанс-сюр-Баиз
Вала́нс-сюр-Баи́з (фр. Valence-sur-Baïse, окс. Valença de Baïsa) — город на юге Франции, центр одноимённого кантона в департаменте Жер в регионе Юг-Пиренеи. Расположен на правом берегу реки Баиз, на другом берегу находится одна из главных достопримечательностей региона — монастырь Фларан.

## История
Валанс-сюр-Баиз был основан как укреплённый пункт на вершине холма над Баизом в 1274 году. Основание города было совместной инициативой настоятеля монастыря Фларан и графов д’Арманьяк.

## Достопримечательности
- Монастырь Фларан.
- Приходская церковь города. Построена в XV веке, фасад украшен двумя башнями, южная — историческая, северная — современная реконструкция.